# Podochilus polytrichoides
Podochilus polytrichoides är en orkidéart som beskrevs av Rudolf Schlechter. Podochilus polytrichoides ingår i släktet Podochilus och familjen orkidéer. Inga underarter finns listade i Catalogue of Life.